# Detektivbyrån
Detektivbyrån var en poporkester som spelade musik med influenser från Monster & Maskiner, Hansson & Karlsson och Sagor & Swing, en blandning av europeisk vispop och elektroniska ljud.

## Historik
Orkestern bildades 2005 av värmlänningarna Anders Molin, Jon Nils Emanuel Ekström och Martin Molin och var verksam i Göteborgsområdet. Bandnamnet kom de på när de lyssnade på så kallad "spionrock" och tänkte i dessa banor. Detektivbyråns debutalbum "Wermland" släpptes den 3 september 2008 och gick in på 3:e plats på den svenska albumlistan.
I början av 2009 medverkade Detektivbyrån med både egna låtar samt specialskriven musik i den amerikanska filmen Tenure, en romantisk komedi med Luke Wilson i huvudrollen. Den 10 augusti 2010 meddelade bandet på sin officiella webbplats att de lagt ner bandet och att de inte skulle släppa ytterligare musik eller göra spelningar under namnet Detektivbyrån. Martin Molin fortsatte dock i liknande spår med nya ensemblen Wintergatan.
Anders Molin fortsatte efter uppbrottet som enmansorkestern Anders Flanderz och har setts på bland annat Musikhjälpen 2012.

## Diskografi
- 2006 - Hemvägen (EP)
- 2007 - Lyckans Undulat (Singel)
- 2008 - E18 Album (Album)
- 2008 - Wermland (Album)

## Projekt
- ”Folkliv: synlig verksamhet hos vanligt folk”. Nutida dansverk med koreografi av Rebecca Chentinell och musik av Detektivbyrån.
- “Syskonroller”. Pjäs skriven av Inger Alfvén, regisserad av Per Nordin och med musik av Detektivbyrån vid Teaterbienalen i Umeå och på Artisten i Göteborg.